# Alessandro Del Piero
Alessandro Del Piero (phát âm tiếng Ý: [alesˈsandro del ˈpjɛːro]; sinh ngày 9 tháng 11 năm 1974 ở Conegliano) là cựu cầu thủ bóng đá người Ý chơi ở vị trí tiền đạo. Anh đứng thứ ba trong danh sách ghi bàn mọi thời đại tại Italia với 335 bàn thắng, xếp sau Giuseppe Meazza với 338 bàn thắng và Silvio Piola với 364 bàn thắng. Anh thi đấu 19 năm cho Juventus (11 năm trong vai trò đội trưởng), đồng thời cũng nắm giữ kỷ lục ghi bàn (290) và số lần khoác áo (705) của Juventus.
Del Piero ghi bàn trong tất cả các giải đấu mà anh có mặt. Anh có mặt trong FIFA 100, danh sách của Pelé bao gồm 125 cầu thủ còn sống xuất sắc nhất nhân dịp kỷ niệm 100 năm thành lập FIFA. Anh cũng được bình chọn là một trong những cầu thủ xuất sắc nhất châu Âu trong 50 năm qua. Năm 2000, Del Piero là cầu thủ có thu nhập cao nhất thế giới. Tính đến tháng 12 năm 2012, anh xếp thứ 10 trong danh sách ghi bàn tại UEFA Champions League. Năm 2007, Del Piero giành được Bàn chân vàng, danh hiệu tôn vinh các cầu thủ trên 30 tuổi.
Del Piero đã tham dự 3 kỳ World Cup và 4 kỳ EURO trong màu áo thiên thanh. Cùng với Roberto Baggio, anh đứng thứ tư trong danh sách ghi bàn của tuyển Ý với 27 bàn thắng (xếp sau Silvio Piola với 30 bàn, Giuseppe Meazza với 33 bàn và Luigi Riva với 35 bàn) trong 91 trận.
"Alex là một cầu thủ đặc biệt ở cả trong và ngoài sân cỏ. Nếu có ai đó hỏi tôi đâu là cầu thủ tôi muốn huấn luyện mà không có cơ hội, câu trả lời của tôi luôn chỉ có một - Alessandro Del Piero" - Alex Ferguson

## Tuổi thơ
Sinh ra tại Conegliano (Veneto), Del Piero là con trai của Gino, một thợ sửa điện và Bruna, một người nội trợ. Khi còn bé, Del Piero thường xuyên chơi bóng tại sân sau cùng các bạn Nelson và Pierpaolo. Ba đứa trẻ đều mơ ước trở thành cầu thủ bóng đá, nhưng chỉ có Del Piero hoàn thành giấc mơ đó. Anh trai của Del Piero, Stefano cũng đã có thời gian ngắn chơi bóng cho Sampdoria trước khi chấn thương chấm dứt sự nghiệp của anh. Gia đình anh sống ở Saccon, một thị trấn hẻo lánh tại San Vendemiano. Gia đình anh không có nhiều tiền để đi du lịch, do đó Del Piero đã từng quyết định trở thành tài xế xe tải để đi chu du thế giới.
Khi còn chơi bóng cho đội trẻ địa phương San Vendemiano, Del Piero chơi ở vị trí thủ môn vì anh có thể chơi bóng nhiều hơn ở vị trí này. Mẹ của Del Piero nghĩ rằng thủ môn ít phải đổ mồ hôi và anh sẽ ít gặp phải chấn thương khi chơi ở vị trí này. Anh trai Stefano góp ý rằng Del Piero chơi tấn công tốt hơn, và Del Piero thay đổi vị trí thi đấu từ đó.

## Sự nghiệp cấp câu lạc bộ

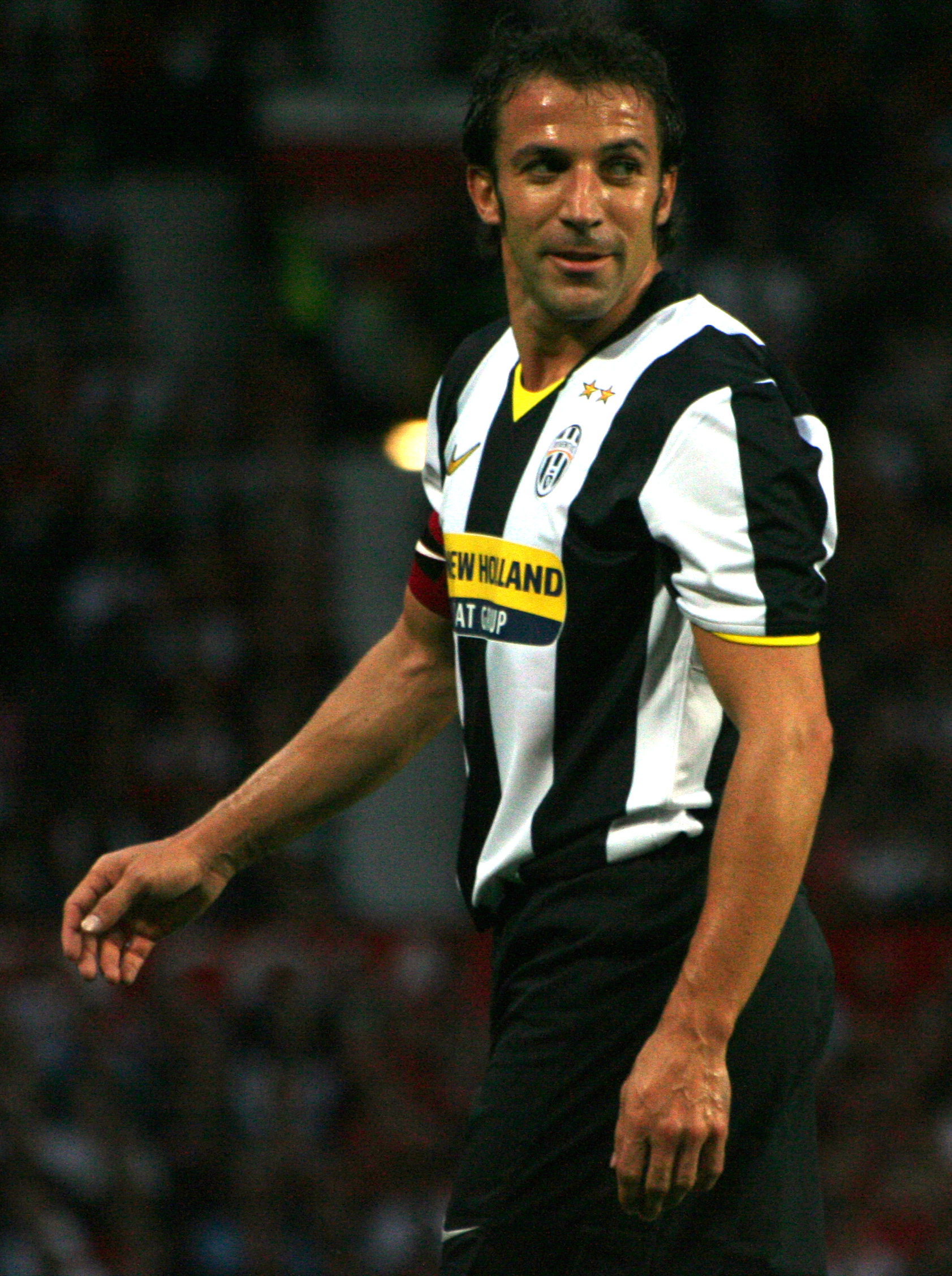
Alessandro Del Piero năm 2008.

### Bắt đầu chơi bóng
Năm 1981, Del Piero bắt đầu chơi bóng tại San Vendemiano. Năm 1988, anh được các tuyển trạch viên chú ý, và xa nhà lúc 13 tuổi để thi đấu cho đội trẻ Padova. Năm 16 tuổi anh có trận đấu chính thức đầu tiên tại Serie B, và vào ngày 22 tháng 11 năm 1992 anh có bàn thắng chuyên nghiệp đầu tiên trong trận thắng Ternana Calcio 5-0. Năm 1993, cố Chủ tịch Giampiero Boniperti đã mang Del Piero về Juventus với giá 5 tỷ lire, cùng 150 triệu lire mỗi năm.

### Juventus

#### Thành công tại châu Âu
Năm 1993, anh chuyển đến Juventus, và chơi cho đội bóng thành Torino 19 mùa giải cho đến khi hết hợp đồng vào hè 2012. Del Piero ra mắt Serie A trong trận đấu với Foggia tháng 9 năm đó, và có bàn thắng đầu tiên trong trận đấu tiếp theo với Reggiana sau khi vào sân từ ghế dự bị. Trong trận đấu đầu tiên có mặt đủ 90 phút, anh đã lập một hat-trick vào lưới Parma. Năm đó Juventus đã vô địch Scudetto sau tám năm, và thành công của anh vẫn chưa dừng lại ở đó. Cùng với Bà đầm già, anh giành tám chức vô địch Serie A, cho dù hai chức vô địch năm 2005 & 2006 bị tước do calciopoli, một Champions League, một Coppa Italia và một Cúp liên lục địa. Anh cũng ghi bàn khi Juventus thua Borussia Dortmund 1-3 trong trận chung kết Champions League năm 1997.
Mùa giải tiếp theo, 1997-1998, là mùa giải thành công nhất của Del Piero. Anh ghi 21 bàn tại Serie A, và là vua phá lưới Champions League với 10 bàn thắng, trong đó có một pha đá phạt mẫu mực và một hat-trick vào lưới AS Monaco tại bán kết. Juventus một lần nữa thất bại tại trận chung kết trước Real Madrid bởi bàn thắng duy nhất của Predrag Mijatović. Tuy nhiên họ vẫn có những thành công tại giải nội địa với chức vô địch Serie A lần thứ 25 trong lịch sử.

#### Chấn thương
Tháng 11 năm 1998, Del Piero dính một chấn thương đầu gối nghiêm trọng trong trận hòa 2-2 trước Udinese. Chấn thương khiến anh nghỉ đến hết mùa và Juventus chỉ cán đích ở vị trí thứ 6 với sự vắng mặt của Del Piero.

## Lời mời của Alex Ferguson
Del Piero từng được HLV Manchester United thời đó là Alex Ferguson cố gắng đưa đến Anh chơi bóng rất nhiều lần, đặc biệt là khi Real Madrid vào cuộc. Dẫu vậy, trong bối cảnh Juventus gặp rất nhiều khó khăn thời điểm ấy, anh đã nói không.
"Thưa ngài, tôi nghĩ chúng ta đã kết thúc câu chuyện này rồi chứ. Tôi trân trọng ngài, nhưng Juventus đang gặp khó khăn, tôi không thể cứ thế ra đi như kẻ hèn nhát được'' - Del Piero

## Danh hiệu cá nhân
- 6 (chưa tính 2 lần bị tước do câu lạc bộ dính vào scandal năm 2004/2005,2005/2006) chức vô địch Ý: 1994/1995, 1996/1997, 1997/1998, 2001/2002, 2002/2003, 2011/2012
- 1 chức vô địch châu Âu: 1995/96
- 1 Cúp Liên lục địa: 1996
- 1 Siêu Cúp châu Âu: 1996
- 1 Cúp Ý: 1994/1995
- 4 Siêu Cúp Ý: 1995, 1997, 2002, 2003
- 1 Cúp Thế giới: 2006
- Cầu thủ ghi nhiều bàn thắng nhất tính đến thời điểm này của câu lạc bộ bóng đá Juventus (hơn 200 bàn thắng)
- Cầu thủ ghi nhiều bàn thắng nhất tính đến thời điểm này cho đội tuyển Ý (27 bàn/77 trận)

## Thống kê sự nghiệp

### Câu lạc bộ
| Câu lạc bộ    | Mùa giải     | League              | League  | League    | Cup     | Cup       | Continental | Continental | Other   | Other     | Total   | Total     |
| Câu lạc bộ    | Mùa giải     | Giải                | Số trận | Bàn thắng | Số trận | Bàn thắng | Số trận     | Bàn thắng   | Số trận | Bàn thắng | Số trận | Bàn thắng |
| ------------- | ------------ | ------------------- | ------- | --------- | ------- | --------- | ----------- | ----------- | ------- | --------- | ------- | --------- |
| Padova        | 1991–92      | Serie B             | 4       | 0         | 0       | 0         | —           | —           | —       | —         | 4       | 0         |
| Padova        | 1992–93      | Serie B             | 10      | 1         | 0       | 0         | —           | —           | —       | —         | 10      | 1         |
| Padova        | Total        | Total               | 14      | 1         | 0       | 0         | —           | —           | —       | —         | 14      | 1         |
| Juventus      | 1993–94      | Serie A             | 11      | 5         | 1       | 0         | 2           | 0           | —       | —         | 14      | 5         |
| Juventus      | 1994–95      | Serie A             | 29      | 8         | 10      | 1         | 11          | 2           | —       | —         | 50      | 11        |
| Juventus      | 1995–96      | Serie A             | 29      | 6         | 2       | 1         | 11          | 6           | 1       | 0         | 43      | 13        |
| Juventus      | 1996–97      | Serie A             | 22      | 8         | 4       | 0         | 6           | 4           | 3       | 3         | 35      | 15        |
| Juventus      | 1997–98      | Serie A             | 32      | 21        | 4       | 1         | 10          | 10          | 1       | 0         | 47      | 32        |
| Juventus      | 1998–99      | Serie A             | 8       | 2         | 1       | 0         | 4           | 0           | 1       | 1         | 14      | 3         |
| Juventus      | 1999–2000    | Serie A             | 34      | 9         | 2       | 1         | 9           | 2           | —       | —         | 45      | 12        |
| Juventus      | 2000–01      | Serie A             | 25      | 9         | 2       | 0         | 6           | 0           | —       | —         | 33      | 9         |
| Juventus      | 2001–02      | Serie A             | 32      | 16        | 4       | 1         | 10          | 4           | —       | —         | 46      | 21        |
| Juventus      | 2002–03      | Serie A             | 24      | 16        | 0       | 0         | 13          | 5           | 1       | 2         | 38      | 23        |
| Juventus      | 2003–04      | Serie A             | 22      | 8         | 4       | 3         | 4           | 3           | 1       | 0         | 31      | 14        |
| Juventus      | 2004–05      | Serie A             | 30      | 14        | 1       | 0         | 10          | 3           | —       | —         | 41      | 17        |
| Juventus      | 2005–06      | Serie A             | 33      | 12        | 4       | 5         | 7           | 3           | 1       | 0         | 45      | 20        |
| Juventus      | 2006–07      | Serie B             | 35      | 20        | 2       | 3         | —           | —           | —       | —         | 37      | 23        |
| Juventus      | 2007–08      | Serie A             | 37      | 21        | 4       | 3         | —           | —           | —       | —         | 41      | 24        |
| Juventus      | 2008–09      | Serie A             | 31      | 13        | 3       | 2         | 9           | 6           | —       | —         | 43      | 21        |
| Juventus      | 2009–10      | Serie A             | 23      | 9         | 1       | 2         | 5           | 0           | —       | —         | 29      | 11        |
| Juventus      | 2010–11      | Serie A             | 33      | 8         | 2       | 0         | 10          | 3           | —       | —         | 45      | 11        |
| Juventus      | 2011–12      | Serie A             | 23      | 3         | 5       | 2         | —           | —           | —       | —         | 28      | 5         |
| Juventus      | Total        | Total               | 513     | 208       | 56      | 25        | 127         | 51          | 9       | 6         | 705     | 290       |
| Sydney FC     | 2012–13      | A-League            | 24      | 14        | —       | —         | —           | —           | —       | —         | 24      | 14        |
| Sydney FC     | 2013–14      | A-League            | 24      | 10        | —       | —         | —           | —           | —       | —         | 24      | 10        |
| Sydney FC     | Total        | Total               | 48      | 24        | —       | —         | —           | —           | —       | —         | 48      | 24        |
| Delhi Dynamos | 2014         | Indian Super League | 10      | 1         | —       | —         | —           | —           | —       | —         | 10      | 1         |
| Career total  | Career total | Career total        | 585     | 234       | 56      | 25        | 127         | 51          | 9       | 6         | 777     | 316       |

### Cấp đội tuyển
Del Piero thi đấu 91 trận cho tuyển Ý với 7 lần mang băng đội trưởng và đứng thứ 7 trong danh sách các cầu thủ khoác áo đội tuyển nhiều nhất. Anh ghi được 27 bàn thắng, chia sẻ vị trí thứ 4 trong danh sách dội bom của tuyển Ý với Roberto Baggio.
| 1995 | 7  | 1  |
| 1996 | 4  | 2  |
| 1997 | 6  | 4  |
| 1998 | 8  | 3  |
| 1999 | 2  | 0  |
| 2000 | 13 | 4  |
| 2001 | 6  | 3  |
| 2002 | 11 | 5  |
| 2003 | 4  | 2  |
| 2004 | 6  | 1  |
| 2005 | 4  | 0  |
| 2006 | 9  | 2  |
| 2007 | 5  | 0  |
| 2008 | 6  | 0  |
| Tổng | 91 | 27 |

| Del Piero – số bàn thắng cho đội U-17 Italia | Del Piero – số bàn thắng cho đội U-17 Italia | Del Piero – số bàn thắng cho đội U-17 Italia | Del Piero – số bàn thắng cho đội U-17 Italia | Del Piero – số bàn thắng cho đội U-17 Italia | Del Piero – số bàn thắng cho đội U-17 Italia | Del Piero – số bàn thắng cho đội U-17 Italia |
| Bàn thắng                                    | Ngày                                         | Sân vận động                                 | Đối thủ                                      | Tỷ số                                        | Kết quả                                      | Giải đấu                                     |
| -------------------------------------------- | -------------------------------------------- | -------------------------------------------- | -------------------------------------------- | -------------------------------------------- | -------------------------------------------- | -------------------------------------------- |
| 1                                            | 20 tháng 8 năm 1991                          | Viareggio, Ý                                 | Trung Quốc                                   | 1–1                                          | 2–2                                          | Giải vô địch bóng đá U-17 thế giới 1991      |

| Del Piero – số bàn thắng cho đội U-18 Italia | Del Piero – số bàn thắng cho đội U-18 Italia | Del Piero – số bàn thắng cho đội U-18 Italia | Del Piero – số bàn thắng cho đội U-18 Italia | Del Piero – số bàn thắng cho đội U-18 Italia | Del Piero – số bàn thắng cho đội U-18 Italia | Del Piero – số bàn thắng cho đội U-18 Italia |
| Bàn thắng                                    | Ngày                                         | Sân vận động                                 | Đối thủ                                      | Tỷ số                                        | Kết quả                                      | Giải đấu                                     |
| -------------------------------------------- | -------------------------------------------- | -------------------------------------------- | -------------------------------------------- | -------------------------------------------- | -------------------------------------------- | -------------------------------------------- |
| 1                                            | 14 tháng 4 năm 1992                          | Cervia, Ý                                    | Hy Lạp                                       | 3–0                                          | 3–0                                          | Torneo Paolo Valenti                         |
| 2                                            | 19 tháng 4 năm 1992                          | Ravenna, Ý                                   | Ý                                            | 1–0                                          | 1-0                                          | Torneo Paolo Valenti                         |
| 3                                            | 15 tháng 9 năm 1992                          | Salerno, Ý                                   | Bỉ                                           | 1–0                                          | 4–0                                          | Torneo 4 nazioni juniores                    |
| 4                                            | 15 tháng 9 năm 1992                          | Salerno, Ý                                   | Bỉ                                           | 4–0                                          | 4–0                                          | Torneo 4 nazioni juniores                    |
| 5                                            | 17 tháng 9 năm 1992                          | Salerno, Ý                                   | Hà Lan                                       | 2–0                                          | 3-0                                          | Torneo 4 nazioni juniores                    |
| 6                                            | 19 tháng 9 năm 1992                          | Salerno, Ý                                   | Scotland                                     | 1–1                                          | 2–1                                          | Torneo 4 nazioni juniores                    |
| 7                                            | 19 tháng 9 năm 1992                          | Salerno, Ý                                   | Scotland                                     | 2–1                                          | 2–1                                          | Torneo 4 nazioni juniores                    |
| 8                                            | 14 tháng 10 năm 1992                         | Blonje, Slovenia                             | Ba Lan                                       | 1–1                                          | 1-5                                          | Giải vô địch bóng đá U-18 châu Âu            |
| 9                                            | 14 tháng 10 năm 1992                         | Blonje, Slovenia                             | Ba Lan                                       | 1–2                                          | 1-5                                          | Giải vô địch bóng đá U-18 châu Âu            |
| 10                                           | 14 tháng 10 năm 1992                         | Blonje, Slovenia                             | Ba Lan                                       | 1–3                                          | 1-5                                          | Giải vô địch bóng đá U-18 châu Âu            |
| 11                                           | 28 tháng 10 năm 1992                         | Ischia, Ý                                    | Bulgaria                                     | 1–0                                          | 3-1                                          | Giải vô địch bóng đá U-18 châu Âu            |
| 12                                           | 11 tháng 11 năm 1992                         | Vercelli, Ý                                  | Ba Lan                                       | 1–0                                          | 2–0                                          | Giải vô địch bóng đá U-18 châu Âu            |

| Del Piero – số bàn thắng cho đội U-21 Italia | Del Piero – số bàn thắng cho đội U-21 Italia | Del Piero – số bàn thắng cho đội U-21 Italia | Del Piero – số bàn thắng cho đội U-21 Italia | Del Piero – số bàn thắng cho đội U-21 Italia | Del Piero – số bàn thắng cho đội U-21 Italia | Del Piero – số bàn thắng cho đội U-21 Italia     |
| Bàn thắng                                    | Ngày                                         | Sân vận động                                 | Đối thủ                                      | Tỷ số                                        | Kết quả                                      | Giải đấu                                         |
| -------------------------------------------- | -------------------------------------------- | -------------------------------------------- | -------------------------------------------- | -------------------------------------------- | -------------------------------------------- | ------------------------------------------------ |
| 1                                            | 16 tháng 11 năm 1994                         | Caltanissetta, Ý                             | Croatia                                      | 1–0                                          | 2–1                                          | Vòng loại giải vô địch bóng đá U-21 châu Âu 1996 |
| 2                                            | 21 tháng 2 năm 1996                          | Perugia, Ý                                   | Hungary                                      | 1–0                                          | 4–0                                          | Giao hữu                                         |
| 3                                            | 21 tháng 2 năm 1996                          | Perugia, Ý                                   | Hungary                                      | 4–0                                          | 4–0                                          | Giao hữu                                         |

| Del Piero – số bàn thắng cho tuyển Ý | Del Piero – số bàn thắng cho tuyển Ý | Del Piero – số bàn thắng cho tuyển Ý              | Del Piero – số bàn thắng cho tuyển Ý | Del Piero – số bàn thắng cho tuyển Ý | Del Piero – số bàn thắng cho tuyển Ý | Del Piero – số bàn thắng cho tuyển Ý |
| Bàn thắng                            | Ngày                                 | Sân vận động                                      | Đối thủ                              | Tỷ số                                | Kết quả                              | Giải đấu                             |
| ------------------------------------ | ------------------------------------ | ------------------------------------------------- | ------------------------------------ | ------------------------------------ | ------------------------------------ | ------------------------------------ |
| 1                                    | 15 tháng 11 năm 1995                 | Sân vận động Giglio, Reggio Emilia, Ý             | Litva                                | 1–0                                  | 4–0                                  | Vòng loại Euro 1996                  |
| 2                                    | 24 tháng 1 năm 1996                  | Sân vận động Libero Liberati, Terni, Ý            | Wales                                | 1–0                                  | 3–0                                  | Giao hữu                             |
| 3                                    | 29 tháng 5 năm 1996                  | Sân vận động Giovanni Zini, Cremona, Ý            | Bỉ                                   | 1–2                                  | 2–2                                  | Giao hữu                             |
| 4                                    | 22 tháng 1 năm 1997                  | Sân vận động Renzo Barbera, Palermo, Ý            | Bắc Ireland                          | 2–0                                  | 2–0                                  | Giao hữu                             |
| 5                                    | 8 tháng 6 năm 1997                   | Sân vận động Gerland, Lyon, Pháp                  | Brasil                               | 1–0                                  | 3–3                                  | 1997 Tournoi de France               |
| 6                                    | 8 tháng 6 năm 1997                   | Sân vận động Gerland, Lyon, Pháp                  | Brasil                               | 3–1                                  | 3–3                                  | 1997 Tournoi de France               |
| 7                                    | 11 tháng 6 năm 1997                  | Sân vận động Công viên các Hoàng tử, Paris, Pháp  | Pháp                                 | 2–2                                  | 2–2                                  | 1997 Tournoi de France               |
| 8                                    | 28 tháng 1 năm 1998                  | Sân vận động Angelo Massimino, Catania, Ý         | Slovakia                             | 2–0                                  | 3–0                                  | Giao hữu                             |
| 9                                    | 10 tháng 10 năm 1998                 | Sân vận động Friuli, Udine, Ý                     | Thụy Sĩ                              | 1–0                                  | 2–0                                  | Vòng loại Euro 2000                  |
| 10                                   | 10 tháng 10 năm 1998                 | Sân vận động Friuli, Udine, Ý                     | Thụy Sĩ                              | 2–0                                  | 2–0                                  | Vòng loại Euro 2000                  |
| 11                                   | 23 tháng 2 năm 2000                  | Sân vận động Renzo Barbera, Palermo, Ý            | Thụy Điển                            | 1–0                                  | 1–0                                  | Giao hữu                             |
| 12                                   | 19 tháng 6 năm 2000                  | Sân vận động Philips, Eindhoven, Hà Lan           | Thụy Điển                            | 2–1                                  | 2–1                                  | Euro 2000                            |
| 13                                   | 11 tháng 10 năm 2000                 | Sân vận động del Conero, Ancona, Ý                | Gruzia                               | 1–0                                  | 2–0                                  | Vòng loại World Cup 2002             |
| 14                                   | 11 tháng 10 năm 2000                 | Sân vận động del Conero, Ancona, Ý                | Gruzia                               | 2–0                                  | 2–0                                  | Vòng loại World Cup 2002             |
| 15                                   | 28 tháng 3 năm 2001                  | Sân vận động Nereo Rocco, Trieste, Ý              | Litva                                | 2–0                                  | 4–0                                  | Vòng loại World Cup 2002             |
| 16                                   | 28 tháng 3 năm 2001                  | Sân vận động Nereo Rocco, Trieste, Ý              | Litva                                | 4–0                                  | 4–0                                  | Vòng loại World Cup 2002             |
| 17                                   | 6 tháng 10 năm 2001                  | Sân vận động Ennio Tardini, Parma, Ý              | Hungary                              | 1–0                                  | 1–0                                  | Vòng loại World Cup 2002             |
| 18                                   | 13 tháng 2 năm 2002                  | Sân vận động Angelo Massimino, Catania, Ý         | Hoa Kỳ                               | 1–0                                  | 1–0                                  | Giao hữu                             |
| 19                                   | 13 tháng 6 năm 2002                  | Sân vận động Ōita, Ōita, Nhật Bản                 | México                               | 1–1                                  | 1–1                                  | World Cup 2002                       |
| 20                                   | 7 tháng 9 năm 2002                   | Sân vận động Tofik Bakhramov, Baku, Azerbaijan    | Azerbaijan                           | 0–2                                  | 0–2                                  | Vòng loại Euro 2004                  |
| 21                                   | 12 tháng 10 năm 2002                 | Sân vận động San Paolo, Naples, Ý                 | Nam Tư                               | 1–1                                  | 1–1                                  | Vòng loại Euro 2004                  |
| 22                                   | 16 tháng 10 năm 2002                 | Sân vận động Thiên niên kỷ, Cardiff, Wales        | Wales                                | 1–1                                  | 2–1                                  | Vòng loại Euro 2004                  |
| 23                                   | 11 tháng 6 năm 2003                  | Sân vận động Olympic Helsinki, Helsinki, Phần Lan | Phần Lan                             | 0–2                                  | 0–2                                  | Vòng loại Euro 2004                  |
| 24                                   | 6 tháng 9 năm 2003                   | San Siro, Milan, Ý                                | Wales                                | 4–0                                  | 4–0                                  | Vòng loại Euro 2004                  |
| 25                                   | 8 tháng 9 năm 2004                   | Sân vận động Cộng hòa, Chişinău, Moldova          | Moldova                              | 0–1                                  | 0–1                                  | Vòng loại World Cup 2006             |
| 26                                   | 1 tháng 3 năm 2006                   | Sân vận động Artemio Franchi, Florence, Ý         | Đức                                  | 4–1                                  | 4–1                                  | Giao hữu                             |
| 27                                   | 4 tháng 7 năm 2006                   | Westfalenstadion, Dortmund, Đức                   | Đức                                  | 0–2                                  | 0–2                                  | World Cup 2006                       |

### Toàn bộ sự nghiệp
| Padova             | 618   | 1   | 618    |
| Juventus Primavera | 390   | 2   | 195    |
| Juventus           | 48363 | 290 | 166,77 |
| Sydney FC          | 1958  | 14  | 139,86 |
| U-17 Italia        | 220   | 1   | 220    |
| U-18 Italia        | 977   | 12  | 133,17 |
| U-21 Italia        | 784   | 3   | 261,33 |
| Tuyển quốc gia     | 5189  | 27  | 192,19 |
| Tổng               | 58580 | 350 | 167,37 |

| Sự nghiệp thi đấu chuyên nghiệp | Sự nghiệp thi đấu chuyên nghiệp | Sự nghiệp thi đấu chuyên nghiệp | Sự nghiệp thi đấu chuyên nghiệp |
| Đội                             | Số lần ra sân                   | Số bàn thắng                    | Số bàn thắng mỗi trận           |
| ------------------------------- | ------------------------------- | ------------------------------- | ------------------------------- |
| Câu lạc bộ                      | 743                             | 305                             | 0,41                            |
| U-21 Italia                     | 12                              | 3                               | 0,25                            |
| Tuyển quốc gia                  | 91                              | 27                              | 0,3                             |
| Tổng                            | 846                             | 335                             | 0,4                             |

| Serie A                           | 478 | 188 |
| Serie B                           | 49  | 21  |
| Coppa Italia                      | 56  | 25  |
| Supercoppa Italiana               | 6   | 3   |
| A-League                          | 24  | 14  |
| Intercontinental Cup              | 1   | 1   |
| UEFA Champions League             | 92  | 44  |
| UEFA Cup                          | 32  | 6   |
| UEFA Super Cup                    | 2   | 2   |
| UEFA Intertoto Cup                | 3   | 1   |
| World Cup                         | 12  | 2   |
| Vòng loại World Cup               | 14  | 6   |
| Euro                              | 13  | 1   |
| Vòng loại Euro                    | 19  | 8   |
| Giải vô địch bóng đá U-21 châu Âu | 8   | 1   |
| Tournoi de France                 | 2   | 3   |